# Discodes eriopeltis
Discodes eriopeltis är en stekelart som beskrevs av Xu och He 1997. Discodes eriopeltis ingår i släktet Discodes och familjen sköldlussteklar. Inga underarter finns listade i Catalogue of Life.